# ORF Hörspielpreise
Der ORF vergibt im Rahmen der jährlich stattfindenden Ö1 Hörspiel-Gala (bis 2011: Lange Nacht des Hörspiels) mehrere Auszeichnungen im Bereich Hörspiel. Neben den Kategorien Publikumspreis und Schauspieler/in des Jahres wird der Preis für das Beste Originalhörspiel vergeben. Im Zuge des Kurzhörspielwettbewerbs Track 5‘ werden die besten drei Einreichungen sowie die Gewinner oder die Gewinnerin des Preises der schule für dichtung prämiert.

## Hörspiel des Jahres
Ö1-Hörer wählen seit 1993 aus der Jahresproduktion des ORF ihr „Hörspiel des Jahres“. Die Bekanntgabe erfolgt im Rahmen der Ö1 Hörspiel-Gala im Großen Sendesaal des RadioKulturhauses in Wien. Das „Hörspiel des Jahres“ wird zum nächsten auf die Ö1 Hörspiel-Gala folgenden Hörspieltermin auf Ö1 (Samstag, „Das Ö1 Hörspiel“) wiederholt.
- 1993 Die Theorie der völligen Hilflosigkeit von Michael Köhlmeier, Regie: Augustin Jagg
- 1994 Oskar und Lilli von Monika Helfer, Regie: Michael Köhlmeier
- 1995 Das Kind hinter den Augen von Nava Semel, Regie: Götz Fritsch
- 1996 Kleine Vogelkunde von Händl Klaus, Regie: Martin Sailer
- 1997 Das zu Sehende, das zu Hörende von Friederike Mayröcker, Regie: Götz Fritsch
- 1998 Dein Zimmer für mich allein von Michael Köhlmeier, Hörspielbearbeitung und Regie: Klaus Gmeiner
- 1999 Auferstehung der Toten von Wolf Haas, Hörspielbearbeitung und Regie: Götz Fritsch
- 2000 Der Knochenmann von Wolf Haas, Hörspielbearbeitung und Regie: Götz Fritsch
- 2001 Sladek von Ödön von Horváth, Hörspielbearbeitung und Regie: Götz Fritsch
- 2002 Die Blendung von Elias Canetti, Hörspielbearbeitung: Helmut Peschina, Regie: Robert Matejka
- 2003 Die Beichte von Felix Mitterer, Regie: Martin Sailer
- 2004 Holzfällen (Der Auftritt des Burgschauspielers) von Thomas Bernhard, Regie: Ulrich Gerhardt
- 2005 Die Wolfshaut von Hans Lebert, Hörspielbearbeitung von Helmut Peschina, Regie: Robert Matejka
- 2006 Das ewige Leben von Wolf Haas, Hörspielbearbeitung und Regie: Götz Fritsch
- 2007 Die Strudlhofstiege oder Melzer und die Tiefe der Jahre von Heimito von Doderer, Hörspielbearbeitung: Helmut Peschina, Regie: Robert Matejka
- 2008 Romy Schneider – Zwei Gesichter einer Frau von Chris Pichler, Regie: Daniela Gassner und die Autorin
- 2009 Die Geschichte von der 1002. Nacht von Joseph Roth, Hörspielbearbeitung: Helmut Peschina, Regie: Robert Matejka
- 2010 Die kleineren Reisen von Alois Hotschnig, Regie: Martin Sailer
- 2011 Weiter leben von Ruth Klüger, Hörspielbearbeitung auf der Basis einer Theaterfassung von Nika Sommeregger, Hubertus Zorell und Pete Belcher, Regie: Götz Fritsch
- 2012 Wie kommt das Salz ins Meer von Brigitte Schwaiger, Hörspielbearbeitung und Regie: Elisabeth Putz
- 2013 Ein Bericht für eine Akademie von Franz Kafka, Regie: Martin Sailer
- 2014 Die letzten Tage der Menschheit von Karl Kraus, Regie: Peter Rosmanith und Erwin Steinhauer
- 2015 Das Wechselbälgchen von Christine Lavant, Regie: Peter Rosmanith
- 2016 Medea nach Euripides, Bearbeitung: Helmut Peschina, Regie: Alice Elstner
- 2017 Oper! von Friederike Mayröcker, Regie: Otto Brusatti[2]
- 2018 Märzengrund von Felix Mitterer, Regie: Martin Sailer[3]
- 2019 Laß dich heimgeigen, Vater, oder Den Tod ins Herz mir schreibe von Josef Winkler, Regie: Alice Elstner[4]
- 2020 How to protect your internal ecosystem von Miriam Schmidtke und Mimu Merz.[5]
- 2021 Die Hochzeit von Marc Carnal, Regie: der Autor
- 2022 Zrugg von Händl Klaus, Regie: Martin Sailer[6]
- 2023 Das Begräbnis von Marc Carnal, Erzähler Christoph Grissemann[7]

## Schauspieler/in des Jahres
Diese Auszeichnung wird seit 1997 vergeben. Der Schauspieler oder die Schauspielerin des Jahres wird von den Hörspielregisseuren gemeinsam mit der Ö1 Hörspiel-Redaktion gewählt. Die Ehrung erfolgt im Rahmen der Ö1 Hörspiel-Gala.
- 1997 Rudolf Wessely
- 1998 Michou Friesz
- 1999 Martin Schwab
- 2000 Bibiana Zeller
- 2001 Wolfram Berger
- 2002 Gundula Rapsch
- 2003 Peter Simonischek
- 2004 Maria Happel
- 2005 Peter Matić
- 2006 Andrea Clausen
- 2007 Erwin Steinhauer
- 2008 Chris Pichler
- 2009 Elisabeth Orth
- 2010 Cornelius Obonya
- 2011 Gerti Drassl
- 2012 Joachim Bißmeier
- 2013 Markus Hering
- 2014 Petra Morzé
- 2015 Markus Meyer
- 2016 Karl Markovics
- 2017 Vera Borek[2]
- 2018 Sylvie Rohrer[8]
- 2019 Johannes Silberschneider[9]
- 2020 Franz Schuh[10]
- 2021 Regina Fritsch
- 2022 Brigitte Karner[11]
- 2023 Klaus Höring[12]

## Bestes Originalhörspiel
Seit 2008 wird der „Hörspiel-Kritikerpreis“ vergeben. Kritiker der Tageszeitungen „Salzburger Nachrichten“, „Kleine Zeitung“, „Der Standard“, „Die Presse“ und der Stadtzeitung „Falter“ wählen aus der Vorjahresproduktion des ORF das, ihrer Ansicht nach, „künstlerisch anspruchsvollste und ansprechendste“ Hörspiel des Jahres. Seit dem Jahr 2021 lautet die Auszeichnung in dieser Kategorie „Bestes Originalhörspiel“. Die Veröffentlichung erfolgt im Rahmen der Ö1 Hörspiel-Gala. Das als „Bestes Originalhörspiel“ ausgezeichnete Hörspiel wird am nächsten auf die Hörspiel-Gala folgenden Sonntag auf Ö1 („Radiokunst-Kunstradio“) wiederholt.
- 2007 Santo Subito. Gedächtnisprotokoll eines Auftritts des Schauspielers Roberto Benigni vor der Seligsprechungskommission im Vatikan vom Oktober 2005 zur causa Johannes Paul II. von krok & petschinka, Regie: der Autor
- 2008 Gärten, Schnäbel, ein Mirakel, ein Monolog, ein Hörspiel von Friederike Mayröcker, Regie: Klaus Schöning
- 2009 DogGod von Magda Woitzuck, Regie: Peter Kaizar und Philip Scheiner
- 2010 Die Restlichen von Sabine Schönfeldt, Regie: Kerstin Schütze
- 2011 Die Hochzeit – Szenen eines Ereignisses vom Lande von Elisabeth Putz, Regie: die Autorin
- 2012 Räuberzelle von Christian Winkler, Regie: Peter Kaizar
- 2013 Letzter Halt Plattform 80 von Ursula Scheidle, Regie: Harald Krewer
- 2014 Manifest 44. Der schwarze Trauerzug, Amsel, Drossel, Fink und Star, der Rabe, der Rabe, der Uhu, der Uhu von Falkner, Regie: die Autorin, Komposition: Manfred Engelmayr, Bulbul
- 2015 Hornissengedächtnis von David Zane Mairowitz, Regie: der Autor
- 2016 Sturm und Zwang von Manfred Schild
- 2017 Spaziergänge eines einsamen Träumers von Mischa Zickler, Regie: der Autor[2]
- 2018 Die Kochastronautin von Mariola Brillowska[3]
- 2019 GEH DICHT DICHTIG! Hörspieldialog mit Elfriede Gerstl von Ruth Johanna Benrath, Regie Christine Nagel, Musik Lauren Newton[4]
- 2020 Die Revanche der Schlangenfrau. Ein Klangcomic frei nach Unica Zürn von Natascha Gangl und Rdeča Raketa (Maja Osojnik und Matija Schellander).[13]
- 2021 Manifest 58. Irgendwoher von Falkner, Regie: die Autorin, Komposition: Michael Lentz
- 2022 Zrugg von Händl Klaus, Regie: Martin Sailer[6]
- 2023 Blasse Stunden/Blijedi sati mit Marie-Luise Stockinger, Autorin Manuela Tomic, Regie Andreas Jungwirth[7]

## Kurzhörspielwettbewerb Track 5'
Seit 2005 schreibt die Hörspielredaktion von Ö1 alljährlich den Kurzhörspielwettbewerb Track 5' aus. Gesucht wird nach selbstproduzierten Stücken mit einer maximalen Länge bis zu fünf Minuten. Eine Jury aus allen eingereichten Beiträgen die interessantesten Einsendungen. Die Top 10 werden in der ALTEN SCHMIEDE Wien vorgestellt und in der Folge im Ö1 Hörspiel-Magazin ausgestrahlt. Die besten drei Einreichungen werden im Rahmen der Ö1 Hörspiel-Gala im ORF-RadioKulturhaus prämiert. Die schule für dichtung vergibt im Rahmen von Track 5' seit 2014 einen Sonderpreis.